# Червоне Озеро (Олександрійський район)
Червоне Озеро — колишній населений пункт в Кіровоградській області у складі Олександрійського району.

## Стислі відомості
В 1930-х роках — у складі Олександрійського району Деіпропетровської області; підпорядковувалось Ізмайлівській сільській раді.
В часі Голодомору 1932—1933 років від нелюдської смерті померло не менше 1 людини.
Дата зникнення станом на березень 2023 року невідома.